# Funda Bıçakoğlu
Funda Bıçakoğlu-Heuser [funˈda bɯtʃa.koːˈlu-ˈhɔʏ.zɐ] (* 11. Dezember 1965 in Köln) ist eine deutsche Juristin und TV-Staatsanwältin.

## Leben
Bıçakoğlu wurde als Tochter türkischer Einwanderer geboren. Nach dem Studienabschluss in Rechtswissenschaften an der Universität zu Köln und Referendariat in Köln begann sie 1996 mit ihrem Schwager eine Doppelkanzlei für Strafangelegenheiten zu führen.
In der täglichen Fernseh-Gerichtsshow Das Strafgericht wirkte sie während des gesamten Produktionszeitraums von 2002 bis 2008 als Staatsanwältinnen-Darstellerin mit, bis 2005 im Wechsel mit Gabriele Paukens.
Bıçakoğlu war parallel zu ihrer darstellerischen Tätigkeit auch weiter als Rechtsanwältin tätig. Die Süddeutsche Zeitung bezeichnete sie deshalb als „ein Scharnier zur Wirklichkeit“ innerhalb der Show.
Ab 2008 wurden Ausschnitte aus der Show auch in der Reihe Echt gerecht auf Super RTL gezeigt. Die Deutsche Welle sah diese Sendung als Reaktion auf eine bevorstehende Einstellung der letzten Gerichtsshows auf RTL und meinte, der Sender gewähre „den bei RTL inzwischen abgesetzten Richtern [...] und Staatsanwälten wie Christopher Posch und Funda Bıçakoğlu noch einmal Asyl und verwertet die vermeintlichen Höhepunkte der drei RTL-Gerichtsshows“.
Sie engagierte sich als Referentin bei dem 2002 als „Botschafter der Toleranz“ ausgezeichneten Projekt merhaba.
2011 wirkte sie in der auf Sat.1 ausgestrahlten Serie Die 2 – Anwälte mit Herz mit, in der sie mit Carlos Gebauer echte Fälle nachspielte.
Von 2011 bis 2013 war Bıçakoğlu in der VOX-Serie Verklag mich doch! zu sehen.
Seit 2022 ist sie erneut als Staatsanwältin in der Neuauflage bei RTL unter dem Titel Ulrich Wetzel – Das Strafgericht zu sehen.